# Équipe cycliste Terengganu
L'équipe cycliste Terengganu (officiellement Terengganu Cycling Team) est une équipe cycliste malaisienne participant aux circuits continentaux de cyclisme et en particulier l'UCI Asia Tour, qu'elle a remporté en 2012. Elle fait partie des équipes continentales.

## Histoire de l'équipe

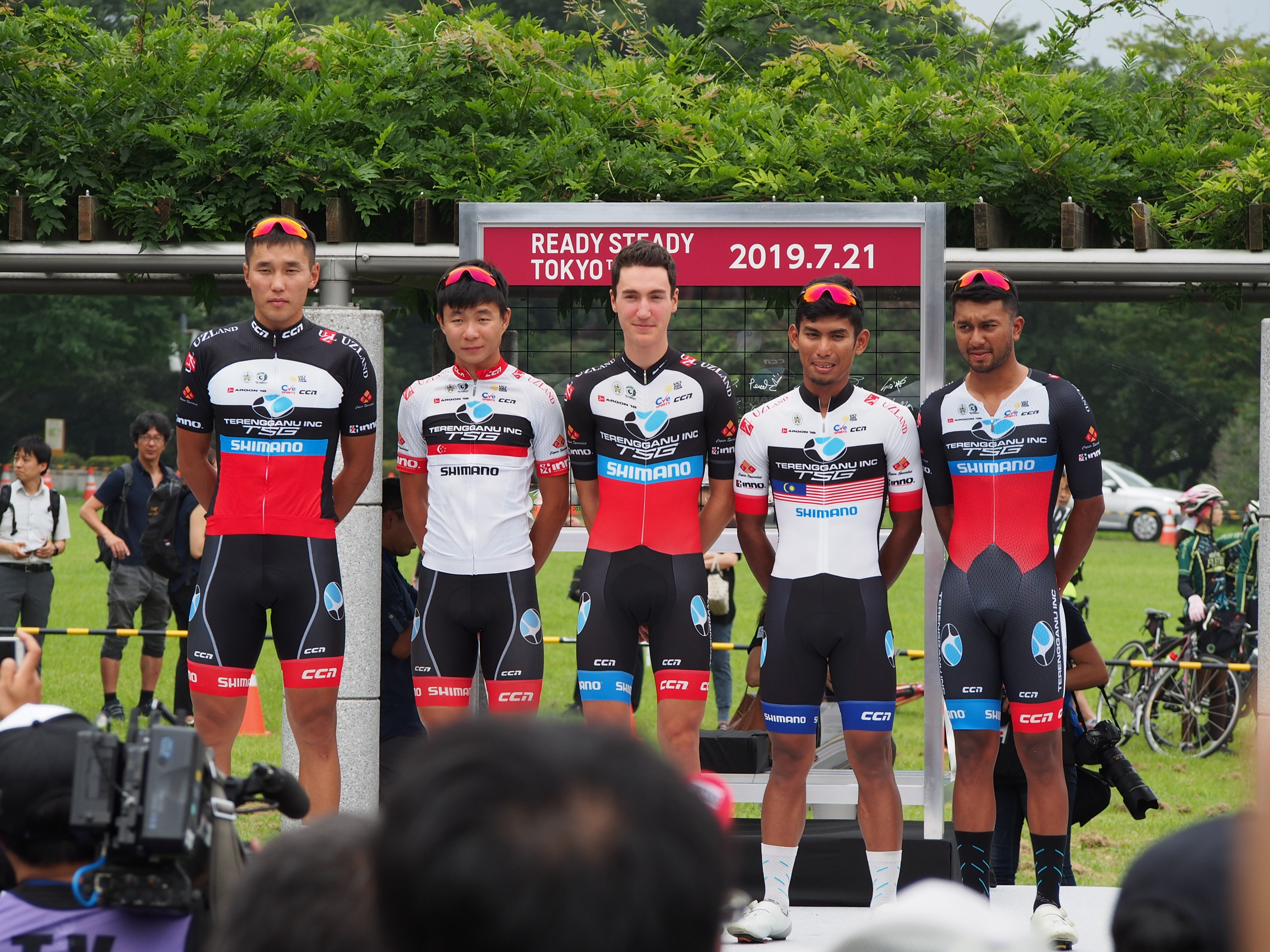
lors de la course préparatoire aux Jeux Olympiques de Tokyo 2020

## Principales victoires

### Championnats continentaux
- Jeux africains : 1[n 1]
  - Course en ligne : 2019 (Youcef Reguigui)

- Championnats d'Asie : 1[n 1]
  - Contre-la-montre espoirs : 2016 (Maral-Erdene Batmunkh)

### Courses d'un jour
- Challenge du Prince-Trophée de l'anniversaire : 2019 (Youcef Reguigui)
- Challenge du Prince-Trophée de la maison royale : 2019 (Youcef Reguigui)
- Oita Urban Classic : 2019 (Drew Morey)
- Grand Prix Velo Manavgat : 2021 (Harrif Salleh)
- Grand Prix Velo Alanya : 2021 (Carlos Julián Quintero)
- Kahramanmaraş Grand Prix : 2021 (Jambaljamts Sainbayar)
- Grand Prix Gündoğmuş : 2021 (Carlos Julián Quintero), 2022 (Anatoliy Budyak)
- Grand Prix Mediterrennean : 2022 (Anatoliy Budyak)
- Grand Prix Erciyes : 2022 (Jeroen Meijers)
- Grand Prix Kayseri : 2022 (Anatoliy Budyak)
- Grand Prix Develi : 2022 (Jambaljamts Sainbayar)
- Grand Prix de la ville d'Alger : 2023 (Youcef Reguigui)
- Courts Mamouth Classique de l'île Maurice : 2023 (Youcef Reguigui)
- Grand Prix Kaisareia : 2023 (Anatoliy Budyak)
- Grand Prix de la Famille Royale : 2023 (Youcef Reguigui)

### Courses par étapes
- Tour de Brunei : 2011 (Shinichi Fukushima)
- CFI International-Bombai : 2013 (Nur Amirul Fakhruddin Mazuki)
- CFI International-Jaipur : 2013 (Anwar Azis Muhd Shaiful)
- CFI International-Delhi : 2013 (Mohd Nor Umardi Rosdi)
- Tour de Florès : 2016 (Daniel Whitehouse)
- Tour de Langkawi : 2018 (Artem Ovechkin)
- Tour de Siak : 2019 (Nur Amirul Fakhruddin Mazuki)
- Tour de Thaïlande : 2021 (Jambaljamts Sainbayar)
- Tour de Taïwan : 2023 (Jeroen Meijers)
- Tour de Banyuwangi Ijen : 2024 (Merhawi Kudus)

### Championnats nationaux
- Championnats d'Algérie sur route : 2
  - Contre-la-montre : 2019 et 2023 (Youcef Reguigui)
- Championnats de Corée du Sud sur route : 1
  - Course en ligne : 2012 (Jang Chan-jae)
- Championnats d'Indonésie sur route : 1
  - Contre-la-montre : 2023 (Aiman Cahyadi)
- Championnats de Malaisie sur route : 9
  - Course en ligne : 2011, 2013 (Mohd Shahrul Mat Amin), 2012 et 2016 (Mohd Zamri Salleh), 2015, 2019 (Nur Amirul Fakhruddin Mazuki) et 2023 (Nur Aiman Mohd Zariff)
  - Contre-la-montre : 2016 (Mohd Nor Umardi Rosdi)
  - Contre-la-montre espoirs : 2023 (Zhe Yie Kee)
- Championnats de Mongolie sur route : 7
  - Course en ligne : 2018, 2020 (Maral-Erdene Batmunkh) et 2023 (Jambaljamts Sainbayar)
  - Contre-la-montre : 2016, 2018 (Maral-Erdene Batmunkh) et 2022 (Jambaljamts Sainbayar)
  - Contre-la-montre espoirs : 2016 (Maral-Erdene Batmunkh)
- Championnats d'Ouzbékistan sur route : 1
  - Contre-la-montre : 2014 (Muradjan Halmuratov)
- Championnats du Panama sur route : 2
  - Course en ligne : 2020 (Christofer Jurado)
  - Contre-la-montre : 2020 (Christofer Jurado)
- Championnats de Russie sur route : 3
  - Contre-la-montre : 2018, 2019 et 2020 (Artem Ovechkin)
- Championnats de Singapour sur route : 5
  - Course en ligne : 2018 et 2019 (Goh Choon Huat)
  - Contre-la-montre : 2016, 2018 et 2019 (Goh Choon Huat)

## Classements UCI
L'équipe participe aux épreuves des circuits continentaux et principalement les courses du calendrier de l'UCI Asia Tour. Les tableaux ci-dessous présentent les classements de l'équipe sur les circuits, ainsi que son meilleur coureur au classement individuel
UCI Africa Tour
| UCI Africa Tour | UCI Africa Tour        | UCI Africa Tour                           | UCI Africa Tour |
| Année           | Classement par équipes | Meilleur coureur au classement individuel |                 |
| --------------- | ---------------------- | ----------------------------------------- | --------------- |
| 2018            | 4e                     | Metkel Eyob (5e)                          |                 |
| 2019            | -                      | Youcef Reguigui (2e)                      |                 |
| 2020            | -                      | Youcef Reguigui (4e)                      |                 |
| 2021            | -                      | Metkel Eyob (7e)                          |                 |
| 2022            | -                      | Metkel Eyob (12e)                         |                 |
| 2024            | -                      | Merhawi Kudus (4e)                        |                 |
|                 |                        |                                           |                 |
| Source : UCI    |                        |                                           |                 |

UCI America Tour
| UCI America Tour | UCI America Tour       | UCI America Tour                          | UCI America Tour |
| Année            | Classement par équipes | Meilleur coureur au classement individuel |                  |
| ---------------- | ---------------------- | ----------------------------------------- | ---------------- |
| 2019             | -                      | Christofer Jurado (23e)                   |                  |
| 2020             | -                      | Carlos Julián Quintero (17e)              |                  |
|                  |                        |                                           |                  |
| Source : UCI     |                        |                                           |                  |

UCI Asia Tour
| UCI Asia Tour | UCI Asia Tour          | UCI Asia Tour                             | UCI Asia Tour |
| Année         | Classement par équipes | Meilleur coureur au classement individuel |               |
| ------------- | ---------------------- | ----------------------------------------- | ------------- |
| 2011          | 4e                     | Shin'ichi Fukushima (13e)                 |               |
| 2012          | 1er                    | Harrif Salleh (8e)                        |               |
| 2013          | 7e                     | Harrif Salleh (22e)                       |               |
| 2014          | 12e                    | Nur Amirull Fakhruddin Mazuki (49e)       |               |
| 2015          | 17e                    | Nur Amirull Fakhruddin Mazuki (42e)       |               |
| 2016          | 7e                     | Daniel Whitehouse (55e)                   |               |
| 2017          | 18e                    | Maral-Erdene Batmunkh (46e)               |               |
| 2018          | 4e                     | Artem Ovechkin (3e)                       |               |
| 2019          | 1er                    | Goh Choon Huat (6e)                       |               |
| 2020          | 2e                     | Maral-Erdene Batmunkh (13e)               |               |
| 2021          | 1er                    | Jambaljamts Sainbayar (3e)                |               |
| 2022          | 1er                    | Jambaljamts Sainbayar (2e)                |               |
| 2023          | 1er                    | -                                         |               |
| 2024          | -                      | Aiman Roslizar (12e)                      |               |
|               |                        |                                           |               |
| Source : UCI  |                        |                                           |               |

UCI Europe Tour
| UCI Europe Tour | UCI Europe Tour        | UCI Europe Tour                           | UCI Europe Tour |
| Année           | Classement par équipes | Meilleur coureur au classement individuel |                 |
| --------------- | ---------------------- | ----------------------------------------- | --------------- |
| 2018            | 107e                   | Artem Ovechkin (468e)                     |                 |
| 2019            | -                      | Artem Ovechkin (254e)                     |                 |
| 2020            | -                      | Artem Ovechkin (140e)                     |                 |
| 2021            | -                      | Jeroen Meijers (735e)                     |                 |
| 2022            | -                      | Anatoliy Budyak (130e)                    |                 |
|                 |                        |                                           |                 |
| Source : UCI    |                        |                                           |                 |

UCI Oceania Tour
| UCI Oceania Tour | UCI Oceania Tour       | UCI Oceania Tour                          | UCI Oceania Tour |
| Année            | Classement par équipes | Meilleur coureur au classement individuel |                  |
| ---------------- | ---------------------- | ----------------------------------------- | ---------------- |
| 2017             | 11e                    | Drew Morey (23e)                          |                  |
| 2019             | -                      | Drew Morey (15e)                          |                  |
| 2020             | -                      | Drew Morey (43e)                          |                  |
|                  |                        |                                           |                  |
| Source : UCI     |                        |                                           |                  |

L'équipe est également classée au Classement mondial UCI qui prend en compte toutes les épreuves UCI et concerne toutes les équipes UCI.
| Classement mondial | Classement mondial     | Classement mondial                        | Classement mondial |
| Année              | Classement par équipes | Meilleur coureur au classement individuel |                    |
| ------------------ | ---------------------- | ----------------------------------------- | ------------------ |
| 2016               | -                      | Daniel Whitehouse (542e)                  |                    |
| 2017               | -                      | Maral-Erdene Batmunkh (529e)              |                    |
| 2018               | -                      | Artem Ovechkin (124e)                     |                    |
| 2019               | 28e                    | Youcef Reguigui (78e)                     |                    |
| 2020               | 32e                    | Artem Ovechkin (170e)                     |                    |
| 2021               | 42e                    | Metkel Eyob (295e)                        |                    |
| 2022               | 31e                    | Anatoliy Budyak (158e)                    |                    |
| 2023               | 30e                    | Jambaljamts Sainbayar (144e)              |                    |
| 2024               | 30e                    | Merhawi Kudus (188e)                      |                    |
|                    |                        |                                           |                    |
| Source : UCI       |                        |                                           |                    |

## Terengganu Cycling Team en 2024

### Effectif
| Cycliste                     | Date de naissance | Nationalité | Équipe 2023           |  |
| ---------------------------- | ----------------- | ----------- | --------------------- |  |
| Muhammad Abdul Halim         | 24 avril 2000     | Malaisie    | Terengganu Polygon    |  |
| Anatoliy Budyak              | 29 septembre 1995 | Ukraine     | Terengganu Polygon    |  |
| Aiman Cahyadi                | 16 novembre 1993  | Indonésie   | Terengganu Polygon    |  |
| Jesse Ewart                  | 31 juillet 1994   | Irlande     | Terengganu Polygon    |  |
| Metkel Eyob                  | 4 septembre 1993  | Érythrée    | Terengganu Polygon    |  |
| Wan Abdul Rahman Hamdan      | 19 juin 1999      | Malaisie    | Terengganu Polygon    |  |
| Zhe Yie Kee                  | 18 janvier 2003   | Malaisie    | Terengganu Polygon    |  |
| Merhawi Kudus                | 23 janvier 1994   | Érythrée    | EF Education-EasyPost |  |
| Irwandie Lakasek             | 30 janvier 1995   | Malaisie    | Terengganu Polygon    |  |
| Nur Amirul Fakhruddin Mazuki | 24 janvier 1992   | Malaisie    | Terengganu Polygon    |  |
| Andréas Miltiádis            | 30 août 1996      | Chypre      | Elite                 |  |
| Nur Aiman Mohd Zariff        | 1er octobre 1997  | Malaisie    | Terengganu Polygon    |  |
| Youcef Reguigui              | 9 janvier 1990    | Algérie     | Terengganu Polygon    |  |
| Nur Aiman Rosli              | 22 mars 1999      | Malaisie    | Sapura                |  |
| Harrif Salleh                | 15 septembre 1988 | Malaisie    | Terengganu Polygon    |  |
| Zuladri Amin Zulkurnain      | 11 août 1998      | Malaisie    | Terengganu Polygon    |  |

### Victoires
| Date       | Course                    | Pays                | Classe | Vainqueur   |
| ---------- | ------------------------- | ------------------- | ------ | ----------- |
| 26/01/2024 | 1re étape du Sharjah Tour | Émirats arabes unis | 2.2    | Jesse Ewart |